# Odiellus ramblae
Espèce
Odiellus ramblae est une espèce d'opilions eupnois de la famille des Phalangiidae.

## Répartition
Cette espèce est endémique d'Espagne. Elle se rencontre en Catalogne et au Pays valencien.

## Description
Le mâle holotype mesure 5,7 mm et la femelle paratype 8,5 mm.

## Systématique et taxinomie
Cette espèce a été décrite par Sánchez-Cuenca et Prieto en 2014.

## Étymologie
Cette espèce est nommée en l'honneur de María Rambla Castells.

## Publication originale
- Sánchez-Cuenca & Prieto, 2014 : « Odiellus ramblae sp. n., una especie nueva de Cataluña (España), junto con una clave de determinación de las especies ibéricas del género Odiellus Roewer, 1923 (Opiliones, Phalangiidae). » Revista Ibérica de Aracnología, no 24, p. 19–27.